# Фреја
Фреја, Мардел или Сир је богиња љубави и лепоте у нордијској митологији. Њин муж је Од–Свипдаг, а ћерка Нос (Драгоценост) и Герсими. Наводно је лила златне сузе за одсутним мужем, али је често оптуживана и за промискуитет. Практиковала је сеидр, одређену врсту магије коју је научила и Одина. Њену кочију вукле су две мачке а сама се могла претворити у сокола. Поседовала је огрлицу Брисингамен коју су јој направила и поклонила четири патуљка под условом да проведе ноћ са сваким од њих. Половина ратника палих у борби припада њој.

## Име

### Етимологија
Име Фреја на староскандинавском јасно значи 'дама, љубавница'. Оно потиче од протогерманске именице женског рода *frawjōn („дама, љубавница“), што је сродно са старосаксонском frūa  („дама, љубавница“) или старовисоконемачком frouwa („дама“; уп. модерни немачки Frau). Фреја је такође етимолошки блиско имену бога Фрејра, што значи 'господар' на староскандинавском. Стога се сматра да је теоним Фреја био епитет по пореклу, који је заменио лично име које је данас непосведочено.

### Алтернативна имена
Поред Фреје, старонордијски извори богињу помињу следећим именима:
| Име (Старонордијски) | Значење имена | Сведочење                               | Напомене |
| -------------------- | --- | --------------------------------------- | --- |
| Геф                  | 'даватељ' | Гилфагининг, Нафнабулур                 | Име Гефн вероватно значи „она која даје (просперитет или срећу) и генерално се сматра повезаном са именом богиње Гефјон, али етимологија имена Гефјон је предмет спора. Корен Геф- у Геф-јон је генерално теоретисано да је повезан са кореном Геф- у имену Геф-н." Веза између два имена је резултирала етимолошким резултатима Гефјун што значи „онај који даје”. Имена Гефјун и Гефн су оба повезана са групама Алагаб или Ологаб, Матрон. Научник Ричард Норт теоретише да староенглески геофон и староскандинавски Гефјун и Фрејино име Гефн могу да потичу од заједничког порекла; габија германска богиња повезана са морем, чије име значи „давање“. |
| Хорн                 | 'флаксен'(?) | Гилфагининг, Нафнафулур                 | Појављује се у шведским називима места Хернесанд, Херневи и Јерневи, која потичу од реконструисаног староскандинавског назива места (што значи „Херново светилиште”). Поред тога, име Херн се такође појављује као име жене трола у Nafnaþulur. |
| Мардол               | Потенцијално 'посветљивач мора' преко мар ('море') у комбинацији са другим елементом који може бити повезан са Делингром, што указује на свјетлост. Име би иначе могло значити 'онај који чини да море набуја'. | Гилфагининг, Нафнабулур                 | Може бити повезан са именом бога Хајмдалр. |
| Скјалф               | 'тресач' | Нафнабулур                              | Такође име ћерке финског краља у Инглиншкој саги. Због слика огрлице у финској Скјалфовој причи (Фреја сама поседује Брисингамен) можда постоји веза између два имена. |
| Сир                  | 'сов' | Гилфагининг, Скалдскапармал, Нафнабулур | Свиња је била важан симбол Ванира и жртвених пракси (блот) повезаних са групом, посебно у вези са Фрејом и њеним братом Фрејиром. |
| Тренг                | 'тренг' | Белетристика                            | |
| Трунгва              | 'гомила' | Нафнабулур                              | |
| Валфреја             | 'Фреја од убијене', 'дама убијене' | Нјалс сага                              | Овај облик се јавља у кенингу у поезији садржаној у Нјалс саги (Валфрејију стафр, 'Валфрејино особље'; 'дама од побијеног особља' и/или 'Фреија од убијеног особља'). |
| Ванадис              | 'дис од ванира' | Скалдскапармал                          | Име „ван-дете” („дете Ванира”) за „вепар” може бити повезано. |

## Сведочења
Велуспа садржи строфу која помиње Фреју, називајући је „Ођовом девојком“; Фреја је жена свог мужа, Ода. У строфи се говори да је Фреја једном била обећана неименованом градитељу, за кога се касније открило да је јотун и да га је Тор касније убио (детаљно испричано у Гилфагининг поглављу 42; видети одељак Проза Еда испод). У песми Гримнисмал, Один (прерушен у Гримнира) говори младом Агнару да Фреја сваког дана додељује места половини оних који су убијени у њеној дворани Фолквангр, док Один поседује другу половину.
У песми Локасена, где Локи оптужује скоро сваку жену која присуствује за промискуитет или неверност, долази до агресивне размене између Локија и Фреје. У уводу песме се напомиње да међу другим боговима и богињама, Фреја присуствује прослави коју је одржао Аегир. У стиху, након што се Локи посвађао са богињом Фригом, Фреја се убацује, говорећи Локију да је луд јер је ископавао своја страшна дела, и да Фрига зна судбину свих, иако је не говори. Локи јој говори да ћути и каже да зна све о њој — да Фреја није мање крива, јер су јој сви богови и вилењаци били љубавници. Фреја то пориче. Она каже да Локи лаже, да само жели да брбља о неделима, а пошто су богови и богиње бесни на њега, може очекивати да ће кући отићи поражен. Локи говори Фреји да ћути, назива је злобном вештицом и дочарава сценарио где је Фреја једном била на јахању свог брата када су сви богови, смејући се, изненадили њих двоје. Нјорд се убацује — каже да је жена која има љубавника који није њен муж безопасна, и истиче да је Локи створио децу, и назива Локија перверзњаком. Песма се наставља редом.

## Модерни утицај
Почевши од раних 1990-их, деривати од Фреје почели су да се појављују као име за девојчице. Према норвешкој бази података о именима из Централног завода за статистику, око 500 жена је наведено са именом Frøya (савремени норвешки правопис имена богиње) у земљи. Постоји и неколико сличних имена, као што је први елемент дитематског личног имена Frøydis.
Фреја је представљена у неколико видео игара као што је игра Ensemble Studios из 2002. године Age of Mythology, где је она један од девет мањих богова које нордијски играчи могу обожавати. Такође је представљена у игрици Санта Моника Студија из 2018. Бог рата (стилизована Фреја у игри), где има улогу и споредног протагонисте и антагонисте. Она се појављује у наставку игре, Бог рата Рагнарок, која би требало да буде објављена 2022. године. У вишекорисничкој онлајн игри трећег лица на бојном пољу Смајт Фреја је један од неколико богова из нордијског пантеона.

## External links
- Медији везани за чланак Фреја на Викимедијиној остави